# Serie A1 i volleyboll 2017–2018
Serie A1 2017-2018 utspelade sig mellan 14 oktober 2017 och 29 april 2018 och var den 73:e upplagan av Serie A1, den högsta volleybollserien i Italien. I turneringen deltog tolv lag och Imoco Volley vann serien och blev därigenom italienska mästare för andra gången.

## Regelverk

### Format
Lagen spelade seriespel där alla möte alla, både hemma och borta, denna del kallades regular season:
- De åtta första lagen i serien genpmförde sedan en slutspelscup. Kvartsfinalerna spelades i bäst av tre matcher, semifinaler och final i bäst av fem matcher.
- De två sista lagen i serien flyttades ner till Serie A2[3].

### Rankningskriterier
Om slutresultatet blev 3-0 eller 3-1 tilldelades 3 poäng till det vinnande laget och 0 till det förlorande laget, om slutresultatet blev 3-2 tilldelades 2 poäng till det vinnande laget och 1 till det förlorande laget. 
Rankningsordningen i serien definierades utifrån:
- Poäng
- Antal vunna matcher
- Kvot vunna / förlorade set
- Kvot vunna / förlorade poäng.

## Deltagande lag
I serien deltog 14 lag. Två lag var uppflyttade från Serie A2: Polisportiva Filottrano Pallavolo, som vann serien och Volley Pesaro, som vann uppflyttningscupen. Dessutom sålde Neruda Volley sin spellicens till SAB Volley.
| Klubb                                        | Stad                        | Hemmaplan              | Föregående säsong                            |
| -------------------------------------------- | --------------------------- | ---------------------- | -------------------------------------------- |
| AGIL Volley                                  | Novara                      | PalaTerdoppio          | 3:a i Serie A1; italiensk mästare            |
| Volley Bergamo                               | Bergamo                     | Palazzetto dello sport | 4:a i Serie A1; kvartsfinal i slutspelet     |
| Volleyball Casalmaggiore                     | Casalmaggiore               | PalaRadi               | 2:a i Serie A1; semifinal i slutspelet       |
| Polisportiva Filottrano Pallavolo            | Filottrano                  | PalaBaldinelli         | 1:a i Serie A2                               |
| Imoco Volley                                 | Conegliano                  | PalaVerde              | 1:a i Serie A1; semifinal i slutspelet       |
| Volley Pesaro                                | Pesaro                      | PalaCampanara          | 2:a i Serie A2; vinnare i uppflyttningscupen |
| Unione Sportiva Pro Victoria Pallavolo Monza | Monza                       | Palazzetto dello Sport | 10:a i Serie A1; åttondelsfinal i slutspelet |
| River Volley                                 | Piacenza                    | PalaPanini             | 5:a i Serie A1; finalist i slutspelet        |
| SAB Volley                                   | Legnano                     | PalaBorsani            | 3:a i Serie A2; final i uppflyttningscupen   |
| Azzurra Volley San Casciano                  | San Casciano in Val di Pesa | Nelson Mandela Forum   | 9:a i Serie A1; kvartsfinal i slutspelet     |
| Pallavolo Scandicci Savino Del Bene          | Scandicci                   | Palazzetto dello Sport | 6:a i Serie A1; kvartsfinal i slutspelet     |
| UYBA Volley                                  | Busto Arsizio               | PalaPiantanida         | 7:a i Serie A1; kvartsfinal i slutspelet     |

## Turneringen

### Regular season

#### Resultat
| Första omgången |                                   |     |                                   |
|                 |                                   |     |                                   |
| 14-10           | Casalmaggiore - Imoco             | 0-3 | 22-25, 20-25, 18-25               |
| 14-10           | AGIL - UYBA                       | 3-2 | 25-19, 25-27, 22-25, 25-23, 16-14 |
| 14-10           | River - Savino Del Bene           | 0-3 | 14-25, 12-25, 14-25               |
| 15-10           | San Casciano - Pro Victoria Monza | 3-1 | 25-23, 21-25, 25-23, 25-23        |
| 15-10           | Filottrano - Pesaro               | 3-1 | 20-25, 25-12, 25-19, 25-18        |
| 15-10           | SAB - Bergamo                     | 3-0 | 25-18, 25-14, 25-16               |

| Tvåa giornata |                                 |     |                            |
|               |                                 |     |                            |
| 25-10         | Imoco - San Casciano            | 3-1 | 20-25, 34-32, 25-21, 25-21 |
| 22-10         | Bergamo - River                 | 1-3 | 27-29, 25-19, 16-25, 18-25 |
| 21-10         | Savino Del Bene - Casalmaggiore | 3-0 | 25-18, 25-20, 25-19        |
| 21-10         | UYBA - Filottrano               | 3-0 | 25-18, 25-21, 25-16        |
| 22-10         | Pro Victoria Monza - SAB        | 3-1 | 28-26, 21-25, 25-18, 25-14 |
| 22-10         | Pesaro - AGIL                   | 0-3 | 19-25, 19-25, 19-25        |

| Tredje omgången |                                      |     |                                   |
|                 |                                      |     |                                   |
| 29-10           | Bergamo - Casalmaggiore              | 1-3 | 12-25, 19-25, 25-21, 23-25        |
| 28-10           | River - UYBA                         | 2-3 | 25-22, 17-25, 18-25, 25-21, 13-15 |
| 29-10           | San Casciano - AGIL                  | 0-3 | 14-25, 23-25, 13-25               |
| 28-10           | Pro Victoria Monza - Savino Del Bene | 1-3 | 25-15, 17-25, 17-25, 14-25        |
| 29-10           | Filottrano - Imoco                   | 0-3 | 15-25, 24-26, 16-25               |
| 28-10           | SAB - Pesaro                         | 1-3 | 25-18, 20-25, 22-25, 21-25        |

| Fjärde omgången |                                    |     |                                   |
|                 |                                    |     |                                   |
| 05-11           | Imoco - SAB                        | 3-0 | 25-20, 25-20, 25-22               |
| 04-11           | Casalmaggiore - Pro Victoria Monza | 1-3 | 19-25, 25-20, 21-25, 13-25        |
| 05-11           | AGIL - Filottrano                  | 3-1 | 19-25, 25-15, 25-22, 25-19        |
| 04-11           | UYBA - Bergamo                     | 3-1 | 25-14, 31-33, 25-11, 25-16        |
| 05-11           | San Casciano - Savino Del Bene     | 0-3 | 14-25, 16-25, 14-25               |
| 05-11           | Pesaro - River                     | 2-3 | 25-27, 25-20, 22-25, 25-23, 12-15 |

| Femte omgången |                              |     |                            |
|                |                              |     |                            |
| 12-11          | Casalmaggiore - Pesaro       | 0-3 | 25-27, 23-25, 13-25        |
| 15-11          | Bergamo - Imoco              | 1-3 | 18-25, 25-22, 17-25, 19-25 |
| 15-11          | River - AGIL                 | 0-3 | 21-25, 20-25, 21-25        |
| 12-11          | Savino Del Bene - Filottrano | 3-0 | 25-17, 25-18, 25-19        |
| 12-11          | Pro Victoria Monza - UYBA    | 1-3 | 23-25, 25-12, 20-25, 21-25 |
| 11-11          | SAB - San Casciano           | 3-1 | 25-20, 25-23, 17-25, 30-28 |

| Sjätte omgången |                              |     |                                   |
|                 |                              |     |                                   |
| 18-11           | Imoco - Pro Victoria Monza   | 3-0 | 25-18, 25-13, 25-20               |
| 19-11           | AGIL - Bergamo               | 3-0 | 25-18, 25-16, 25-22               |
| 19-11           | UYBA - SAB                   | 3-0 | 30-28, 25-9, 25-15                |
| 19-11           | San Casciano - Casalmaggiore | 3-2 | 19-25, 25-27, 25-17, 25-22, 15-11 |
| 19-11           | Filottrano - River           | 0-3 | 18-25, 17-25, 23-25               |
| 19-11           | Pesaro - Savino Del Bene     | 2-3 | 25-23, 20-25, 12-25, 25-18, 10-15 |

| Sjunde omgången |                             |     |                                   |
|                 |                             |     |                                   |
| 22-11           | Casalmaggiore - Filottrano  | 3-0 | 25-14, 25-15, 25-20               |
| 22-11           | Bergamo - San Casciano      | 3-2 | 23-25, 27-25, 27-25, 19-25, 15-13 |
| 22-11           | River - SAB                 | 3-2 | 25-18, 19-25, 26-28, 25-20, 15-10 |
| 22-11           | Savino Del Bene - AGIL      | 0-3 | 18-25, 25-27, 21-25               |
| 22-11           | UYBA - Imoco                | 2-3 | 24-26, 17-25, 25-23, 26-24, 11-15 |
| 22-11           | Pro Victoria Monza - Pesaro | 2-3 | 23-25, 19-25, 25-22, 25-22, 12-15 |

| Åttonde omgången |                                 |     |                                   |
|                  |                                 |     |                                   |
| 26-11            | Imoco - River                   | 2-3 | 21-25, 21-25, 25-15, 25-9, 12-15  |
| 25-11            | AGIL - Casalmaggiore            | 3-2 | 24-26, 20-25, 25-23, 25-20, 16-14 |
| 27-11            | San Casciano - UYBA             | 2-3 | 25-14, 16-25, 22-25, 25-23, 11-15 |
| 26-11            | Filottrano - Pro Victoria Monza | 1-3 | 25-15, 20-25, 17-25, 20-25        |
| 26-11            | Pesaro - Bergamo                | 3-0 | 25-17, 25-19, 25-19               |
| 26-11            | SAB - Savino Del Bene           | 0-3 | 13-25, 16-25, 22-25               |

| Nionde omgången |                           |     |                                   |
|                 |                           |     |                                   |
| 02-12           | Bergamo - Filottrano      | 3-1 | 24-26, 25-22, 25-19, 25-20        |
| 03-12           | River - San Casciano      | 1-3 | 21-25, 12-25, 25-19, 17-25        |
| 03-12           | Savino Del Bene - Imoco   | 1-3 | 26-24, 22-25, 22-25, 23-25        |
| 03-12           | UYBA - Pesaro             | 3-0 | 25-20, 25-18, 26-24               |
| 03-12           | Pro Victoria Monza - AGIL | 3-2 | 25-23, 25-27, 21-25, 27-25, 16-14 |
| 03-12           | SAB - Casalmaggiore       | 3-2 | 18-25, 25-18, 15-25, 25-23, 23-21 |

| Tionde omgången |                            |     |                                   |
|                 |                            |     |                                   |
| 08-12           | Casalmaggiore - UYBA       | 2-3 | 19-25, 25-17, 25-17, 19-25, 10-15 |
| 09-12           | AGIL - Imoco               | 2-3 | 25-20, 19-25, 25-16, 23-25, 11-15 |
| 10-12           | Savino Del Bene - Bergamo  | 3-2 | 25-16, 26-28, 23-25, 25-18, 15-10 |
| 10-12           | Pro Victoria Monza - River | 2-3 | 21-25, 29-31, 25-20, 25-20, 11-15 |
| 10-12           | Filottrano - SAB           | 2-3 | 25-20, 25-16, 25-27, 23-25, 10-15 |
| 10-12           | Pesaro - San Casciano      | 3-2 | 25-17, 25-23, 20-25, 19-25, 15-6  |

| Elfte omgången |                              |     |                                  |
|                |                              |     |                                  |
| 16-12          | Imoco - Pesaro               | 3-0 | 25-23, 25-19, 25-19              |
| 17-12          | Bergamo - Pro Victoria Monza | 1-3 | 25-27, 22-25, 25-17, 19-25       |
| 17-12          | River - Casalmaggiore        | 3-1 | 25-20, 23-25, 25-17, 25-20       |
| 16-12          | UYBA - Savino Del Bene       | 2-3 | 25-16, 14-25, 26-24, 24-26, 9-15 |
| 17-12          | San Casciano - Filottrano    | 3-0 | 25-18, 25-23, 25-21              |
| 17-12          | SAB - AGIL                   | 0-3 | 25-27, 21-25, 16-25              |

| Tolfte omgången |                                   |     |                            |
|                 |                                   |     |                            |
| 26-12           | Imoco - Casalmaggiore             | 3-1 | 25-16, 24-26, 25-21, 25-14 |
| 26-12           | UYBA - AGIL                       | 0-3 | 22-25, 20-25, 24-26        |
| 26-12           | Savino Del Bene - River           | 3-0 | 25-23, 25-14, 25-19        |
| 26-12           | Pro Victoria Monza - San Casciano | 3-0 | 25-20, 25-20, 25-15        |
| 26-12           | Pesaro - Filottrano               | 3-1 | 23-25, 25-14, 25-18, 25-23 |
| 26-12           | Bergamo - SAB                     | 3-0 | 25-20, 25-19, 25-23        |

| Trettonde omgången |                                 |     |                                   |
|                    |                                 |     |                                   |
| 07-01              | San Casciano - Imoco            | 1-3 | 25-22, 11-25, 23-25, 12-25        |
| 07-01              | River - Bergamo                 | 3-0 | 25-22, 31-29, 25-18               |
| 06-01              | Casalmaggiore - Savino Del Bene | 3-1 | 25-19, 15-25, 25-21, 25-18        |
| 07-01              | Filottrano - UYBA               | 3-2 | 19-25, 25-19, 26-24, 17-25, 15-10 |
| 07-01              | SAB - Pro Victoria Monza        | 0-3 | 18-25, 20-25, 13-25               |
| 07-01              | AGIL - Pesaro                   | 3-2 | 25-23, 27-25, 22-25, 19-25, 15-13 |

| Fjortonde omgången |                                      |     |                                   |
|                    |                                      |     |                                   |
| 14-01              | Casalmaggiore - Bergamo              | 2-3 | 25-19, 19-25, 19-25, 25-22, 10-15 |
| 13-01              | UYBA - River                         | 3-1 | 25-18, 23-25, 25-18, 25-20        |
| 14-01              | AGIL - San Casciano                  | 3-0 | 25-19, 25-16, 25-22               |
| 14-01              | Savino Del Bene - Pro Victoria Monza | 3-1 | 16-25, 25-21, 25-23, 25-20        |
| 14-01              | Imoco - Filottrano                   | 3-0 | 25-19, 25-19, 28-26               |
| 14-01              | Pesaro - SAB                         | 3-0 | 25-15, 25-21, 25-13               |

| Femtonde omgången |                                    |     |                                   |
|                   |                                    |     |                                   |
| 17-01             | SAB - Imoco                        | 0-3 | 20-25, 11-25, 15-25               |
| 17-01             | Pro Victoria Monza - Casalmaggiore | 3-1 | 25-20, 25-18, 17-25, 25-20        |
| 17-01             | Filottrano - AGIL                  | 3-2 | 25-21, 25-22, 24-26, 15-25, 17-15 |
| 17-01             | Bergamo - UYBA                     | 3-2 | 21-25, 21-25, 25-17, 25-22, 15-10 |
| 18-01             | Savino Del Bene - San Casciano     | 3-0 | 25-21, 25-23, 25-20               |
| 17-01             | River - Pesaro                     | 3-0 | 25-13, 25-15, 25-21               |

| Sextonde omgången |                              |     |                            |
|                   |                              |     |                            |
| 20-01             | Pesaro - Casalmaggiore       | 3-1 | 19-25, 25-23, 25-16, 25-21 |
| 21-01             | Imoco - Bergamo              | 3-1 | 25-22, 24-26, 25-13, 25-15 |
| 21-01             | AGIL - River                 | 3-0 | 25-22, 29-27, 25-23        |
| 21-01             | Filottrano - Savino Del Bene | 1-3 | 25-22, 18-25, 15-25, 17-25 |
| 21-01             | UYBA - Pro Victoria Monza    | 3-0 | 25-23, 26-24, 25-18        |
| 21-01             | San Casciano - SAB           | 3-0 | 25-19, 25-18, 25-22        |

| Sjuttonde omgången |                              |     |                                   |
|                    |                              |     |                                   |
| 28-01              | Pro Victoria Monza - Imoco   | 3-1 | 25-18, 25-19, 21-25, 25-22        |
| 28-01              | Bergamo - AGIL               | 3-2 | 25-23, 19-25, 28-26, 22-25, 15-11 |
| 27-01              | SAB - UYBA                   | 3-1 | 25-22, 25-19, 21-25, 25-21        |
| 27-01              | Casalmaggiore - San Casciano | 3-1 | 25-22, 26-24, 16-25, 25-17        |
| 28-01              | River - Filottrano           | 3-0 | 25-21, 25-23, 25-22               |
| 28-01              | Savino Del Bene - Pesaro     | 3-0 | 25-20, 25-13, 25-13               |

| Artonde omgången |                             |     |                                   |
|                  |                             |     |                                   |
| 04-02            | Filottrano - Casalmaggiore  | 3-1 | 25-21, 25-23, 22-25, 25-20        |
| 03-02            | San Casciano - Bergamo      | 3-0 | 29-27, 30-28, 26-24               |
| 04-02            | SAB - River                 | 2-3 | 25-22, 29-27, 18-25, 13-25, 15-17 |
| 03-02            | AGIL - Savino Del Bene      | 3-0 | 25-19, 27-25, 25-19               |
| 04-02            | Imoco - UYBA                | 3-0 | 25-19, 25-17, 25-17               |
| 04-02            | Pesaro - Pro Victoria Monza | 2-3 | 17-25, 25-16, 23-25, 25-22, 10-15 |

| Nittonde omgången |                                 |     |                                   |
|                   |                                 |     |                                   |
| 10-02             | River - Imoco                   | 2-3 | 26-24, 10-25, 25-22, 19-25, 13-15 |
| 10-02             | Casalmaggiore - AGIL            | 3-1 | 25-23, 30-28, 15-25, 25-22        |
| 11-02             | UYBA - San Casciano             | 3-1 | 25-16, 25-22, 20-25, 25-18        |
| 10-02             | Pro Victoria Monza - Filottrano | 3-1 | 25-9, 18-25, 25-22, 25-23         |
| 11-02             | Bergamo - Pesaro                | 3-0 | 25-19, 26-24, 25-23               |
| 11-02             | Savino Del Bene - SAB           | 3-0 | 25-14, 25-13, 25-17               |

| Tjugonde omgången |                           |     |                                   |
|                   |                           |     |                                   |
| 25-02             | Filottrano - Bergamo      | 3-1 | 16-25, 25-20, 26-24, 25-17        |
| 25-02             | San Casciano - River      | 3-0 | 27-25, 25-18, 25-23               |
| 25-02             | Imoco - Savino Del Bene   | 0-3 | 14-25, 22-25, 20-25               |
| 25-02             | Pesaro - UYBA             | 3-0 | 25-22, 25-18, 25-23               |
| 24-02             | AGIL - Pro Victoria Monza | 3-1 | 25-16, 25-15, 22-25, 25-19        |
| 25-02             | Casalmaggiore - SAB       | 3-2 | 25-18, 15-25, 25-21, 23-25, 21-19 |

| Tjugoförsta omgången |                            |     |                                   |
|                      |                            |     |                                   |
| 05-03                | UYBA - Casalmaggiore       | 3-1 | 22-25, 25-14, 25-15, 25-18        |
| 04-03                | Imoco - AGIL               | 2-3 | 21-25, 22-25, 25-19, 25-16, 11-15 |
| 03-03                | Bergamo - Savino Del Bene  | 1-3 | 22-25, 25-23, 19-25, 17-25        |
| 04-03                | River - Pro Victoria Monza | 2-3 | 25-23, 25-19, 21-25, 21-25, 12-15 |
| 04-03                | SAB - Filottrano           | 1-3 | 25-18, 22-25, 23-25, 20-25        |
| 04-03                | San Casciano - Pesaro      | 3-0 | 25-16, 25-18, 25-20               |

| Tjugoandra omgången |                              |     |                                   |
|                     |                              |     |                                   |
| 10-03               | Pesaro - Imoco               | 3-1 | 19-25, 26-24, 25-21, 25-20        |
| 10-03               | Pro Victoria Monza - Bergamo | 3-2 | 21-25, 25-21, 25-23, 19-25, 15-13 |
| 10-03               | Casalmaggiore - River        | 2-3 | 25-17, 25-20, 21-25, 24-26, 10-15 |
| 10-03               | Savino Del Bene - UYBA       | 3-2 | 24-26, 20-25, 25-13, 26-24, 15-10 |
| 10-03               | Filottrano - San Casciano    | 3-2 | 25-18, 20-25, 28-30, 25-22, 15-13 |
| 10-03               | AGIL - SAB                   | 3-0 | 25-20, 25-16, 25-21               |

#### Sluttabell
| Pos. | Lag                                          | Pt | G  | V  | P  | SV | SP | Ratio | PF    | PS    | Ratio |
| ---- | -------------------------------------------- | -- | -- | -- | -- | -- | -- | ----- | ----- | ----- | ----- |
| 1.   | AGIL Volley                                  | 51 | 22 | 17 | 5  | 60 | 25 | 2,400 | 1 992 | 1 778 | 1,120 |
| 2.   | Pallavolo Scandicci Savino Del Bene          | 50 | 22 | 18 | 4  | 56 | 24 | 2,333 | 1 865 | 1 560 | 1,195 |
| 3.   | Imoco Volley                                 | 50 | 22 | 17 | 5  | 57 | 27 | 2,111 | 1 962 | 1 701 | 1,153 |
| 4.   | UYBA Volley                                  | 39 | 22 | 12 | 10 | 49 | 41 | 1,195 | 1 977 | 1 899 | 1,041 |
| 5.   | Unione Sportiva Pro Victoria Pallavolo Monza | 37 | 22 | 13 | 9  | 48 | 42 | 1,142 | 1 989 | 1 943 | 1,023 |
| 6.   | River Volley                                 | 33 | 22 | 12 | 10 | 44 | 44 | 1,000 | 1 888 | 1 939 | 0,973 |
| 7.   | Volley Pesaro                                | 32 | 22 | 10 | 12 | 39 | 44 | 0,886 | 1 776 | 1 820 | 0,975 |
| 8.   | Azzurra Volley San Casciano                  | 27 | 22 | 8  | 14 | 37 | 46 | 0,804 | 1 807 | 1 881 | 0,960 |
| 9.   | Volleyball Casalmaggiore                     | 23 | 22 | 6  | 16 | 37 | 54 | 0,685 | 1 924 | 2 037 | 0,944 |
| 10.  | Volley Bergamo                               | 19 | 22 | 7  | 15 | 33 | 54 | 0,611 | 1 848 | 2 025 | 0,912 |
| 11.  | Polisportiva Filottrano Pallavolo            | 19 | 22 | 7  | 15 | 29 | 55 | 0,527 | 1 753 | 1 937 | 0,905 |
| 12.  | SAB Volley (-5)                              | 11 | 22 | 5  | 17 | 24 | 57 | 0,421 | 1 642 | 1 903 | 0,862 |

      Kvalificerade för slutspel.
      Nerflyttade till Serie A2.
Note:
SAB fick en straffpoäng för att inte ha betalat sina spelare enligt korrekt..
SAB fick 4 straffpoäng för att inte ha lämnat in dokumentationen som intygar betalningen av avgifterna..

### Slutspel

#### Spelschema
|  | Kvartsfinaler | Kvartsfinaler                                | Kvartsfinaler | Kvartsfinaler | Kvartsfinaler |   |                                     | Semifinaler | Semifinaler | Semifinaler | Semifinaler | Semifinaler | Semifinaler | Semifinaler |  |  | Final | Final | Final | Final | Final | Final | Final |  |
|  |               |                                              |               |               |               |   |                                     |             |             |             |             |             |             |             |  |  |       |       |       |       |       |       |       |  |
|  | 1             | AGIL Volley                                  | 3             | 3             |               |   |                                     |             |             |             |             |             |             |             |  |  |       |       |       |       |       |       |       |  |
|  | 1             | AGIL Volley                                  | 3             | 3             |               |   |                                     |             |             |             |             |             |             |             |  |  |       |       |       |       |       |       |       |  |
|  | 8             | Azzurra Volley San Casciano                  | 1             | 1             |               |   |                                     |             |             |             |             |             |             |             |  |  |       |       |       |       |       |       |       |  |
|  | 8             | Azzurra Volley San Casciano                  | 1             | 1             |               | 1 | AGIL Volley                         | 3           | 3           | 3           |             |             |             |             |  |  |       |       |       |       |       |       |       |  |
|  |               |                                              |               |               |               | 1 | AGIL Volley                         | 3           | 3           | 3           |             |             |             |             |  |  |       |       |       |       |       |       |       |  |
|  |               |                                              | 4             | UYBA Volley   | 0             | 0 | 0                                   |             |             |             |             |             |             |             |  |  |       |       |       |       |       |       |       |  |
|  | 4             | UYBA Volley                                  | 4             | UYBA Volley   | 0             | 0 | 0                                   | 1           | 3           | 3           |             |             |             |             |  |  |       |       |       |       |       |       |       |  |
|  | 4             | UYBA Volley                                  |               |               |               |   |                                     |             |             |             |             |             |             |             |  |  |       |       |       |       |       |       |       |  |
|  | 5             | Unione Sportiva Pro Victoria Pallavolo Monza | 3             | 1             | 0             |   |                                     |             |             |             |             |             |             |             |  |  |       |       |       |       |       |       |       |  |
|  | 5             | Unione Sportiva Pro Victoria Pallavolo Monza | 3             | 1             | 0             |   | 1                                   | AGIL Volley | 3           | 2           | 0           | 1           |             |             |  |  |       |       |       |       |       |       |       |  |
|  |               |                                              |               |               |               |   |                                     |             |             |             |             |             |             |             |  |  |       |       |       |       |       |       |       |  |
|  |               |                                              | 3             | Imoco Volley  | 0             | 3 | 3                                   | 3           |             |             |             |             |             |             |  |  |       |       |       |       |       |       |       |  |
|  | 2             | Pallavolo Scandicci Savino Del Bene          | 3             | Imoco Volley  | 0             | 3 | 3                                   | 3           | 3           | 3           |             |             |             |             |  |  |       |       |       |       |       |       |       |  |
|  | 2             | Pallavolo Scandicci Savino Del Bene          |               |               |               |   |                                     |             |             |             |             |             |             |             |  |  |       |       |       |       |       |       |       |  |
|  | 7             | Volley Pesaro                                | 0             | 1             |               |   |                                     |             |             |             |             |             |             |             |  |  |       |       |       |       |       |       |       |  |
|  | 7             | Volley Pesaro                                | 0             | 1             |               | 2 | Pallavolo Scandicci Savino Del Bene | 0           | 1           | 0           |             |             |             |             |  |  |       |       |       |       |       |       |       |  |
|  |               |                                              |               |               |               | 2 | Pallavolo Scandicci Savino Del Bene | 0           | 1           | 0           |             |             |             |             |  |  |       |       |       |       |       |       |       |  |
|  |               |                                              | 3             | Imoco Volley  | 3             | 3 | 3                                   |             |             |             |             |             |             |             |  |  |       |       |       |       |       |       |       |  |
|  | 3             | Imoco Volley                                 | 3             | Imoco Volley  | 3             | 3 | 3                                   | 3           | 3           |             |             |             |             |             |  |  |       |       |       |       |       |       |       |  |
|  | 3             | Imoco Volley                                 |               |               |               |   |                                     |             |             |             |             |             |             |             |  |  |       |       |       |       |       |       |       |  |
|  | 6             | River Volley                                 | 0             | 1             |               |   |                                     |             |             |             |             |             |             |             |  |  |       |       |       |       |       |       |       |  |

#### Resultat

##### Kvartsfinaler
| Match 1 |                           |     |                            |
|         |                           |     |                            |
| 17-03   | AGIL - San Casciano       | 3-1 | 25-20, 25-15, 24-26, 25-16 |
| 17-03   | UYBA - Pro Victoria Monza | 1-3 | 25-19, 19-25, 23-25, 23-25 |
| 18-03   | Savino Del Bene - Pesaro  | 3-0 | 25-15, 25-21, 25-21        |
| 18-03   | Imoco - River             | 3-0 | 25-16, 25-16, 25-16        |

| Match 2 |                           |     |                            |
|         |                           |     |                            |
| 25-03   | San Casciano - AGIL       | 1-3 | 25-17, 23-25, 22-25, 22-25 |
| 25-03   | Pro Victoria Monza - UYBA | 1-3 | 10-25, 25-17, 15-25, 18-25 |
| 24-03   | Pesaro - Savino Del Bene  | 1-3 | 25-23, 20-25, 23-25, 19-25 |
| 25-03   | River - Imoco             | 1-3 | 19-25, 23-25, 25-23, 20-25 |

| Match 3 |                           |     |                     |
|         |                           |     |                     |
| 28-03   | UYBA - Pro Victoria Monza | 3-0 | 25-18, 25-19, 25-17 |

##### Semifinaler
| Match 1 |                         |     |                     |
|         |                         |     |                     |
| 02-04   | AGIL - UYBA             | 3-0 | 25-21, 25-19, 25-16 |
| 31-03   | Savino Del Bene - Imoco | 0-3 | 23-25, 23-25, 20-25 |

| Match 2 |                         |     |                            |
|         |                         |     |                            |
| 08-04   | AGIL - UYBA             | 3-0 | 25-19, 25-18, 25-22        |
| 07-04   | Imoco - Savino Del Bene | 3-1 | 17-25, 25-19, 25-16, 25-19 |

| Match 3 |                         |     |                     |
|         |                         |     |                     |
| 11-04   | UYBA - AGIL             | 0-3 | 20-25, 15-25, 24-25 |
| 10-04   | Savino Del Bene - Imoco | 0-3 | 22-25, 23-25, 16-25 |

##### Final
| Match 1 |              |     |                     |
|         |              |     |                     |
| 18-04   | AGIL - Imoco | 3-0 | 25-23, 25-20, 25-21 |

| Match 2 |              |     |                                   |
|         |              |     |                                   |
| 21-04   | Imoco - AGIL | 3-2 | 30-28, 25-15, 23-25, 20-25, 15-13 |

| Match 3 |              |     |                     |
|         |              |     |                     |
| 25-04   | AGIL - Imoco | 0-3 | 12-25, 19-25, 19-25 |

| Match 4 |              |     |                            |
|         |              |     |                            |
| 29-04   | Imoco - AGIL | 3-1 | 28-26, 25-21, 22-25, 25-12 |

## Resultat för deltagande i andra turneringar
| Lag                                          | Turnering                 |
| -------------------------------------------- | ------------------------- |
| AGIL Volley                                  | Champions League 2018–19  |
| Imoco Volley                                 | Champions League 2018–19  |
| Pallavolo Scandicci Savino Del Bene          | Champions League 2018–19  |
| UYBA Volley                                  | CEV Cup 2018–19           |
| Unione Sportiva Pro Victoria Pallavolo Monza | CEV Challenge Cup 2018–19 |
| Polisportiva Filottrano Pallavolo            | Serie A2 2018–19          |
| SAB Volley                                   | Serie A2 2018–19          |

## Statistik
| Vunna poäng | Vunna poäng      | Vunna poäng | Vunna poäng                                  |
| Pos.        | Namn             | Poäng       | Lag                                          |
| ----------- | ---------------- | ----------- | -------------------------------------------- |
| 1           | Isabelle Haak    | 491         | Pallavolo Scandicci Savino Del Bene          |
| 2           | Paola Egonu      | 454         | AGIL Volley                                  |
| 3           | Katarina Barun   | 388         | River Volley                                 |
| 4           | Celeste Plak     | 369         | AGIL Volley                                  |
| 5           | Serena Ortolani  | 362         | Unione Sportiva Pro Victoria Pallavolo Monza |
| 6           | Michelle Bartsch | 354         | UYBA Volley                                  |
| 7           | Indre Sorokaite  | 351         | Azzurra Volley San Casciano                  |
| 8           | Valentina Diouf  | 340         | UYBA Volley                                  |
| 9           | Kimberly Hill    | 323         | Imoco Volley                                 |
| 9           | Roslandy Acosta  | 323         | Volley Bergamo                               |

| Vunna attacker | Vunna attacker   | Vunna attacker | Vunna attacker                               |
| Pos.           | Namn             | Poäng          | Lag                                          |
| -------------- | ---------------- | -------------- | -------------------------------------------- |
| 1              | Isabelle Haak    | 429            | Pallavolo Scandicci Savino Del Bene          |
| 2              | Paola Egonu      | 406            | AGIL Volley                                  |
| 3              | Katarina Barun   | 342            | River Volley                                 |
| 4              | Serena Ortolani  | 330            | Unione Sportiva Pro Victoria Pallavolo Monza |
| 5              | Celeste Plak     | 315            | AGIL Volley                                  |
| 6              | Valentina Diouf  | 308            | UYBA Volley                                  |
| 7              | Michelle Bartsch | 303            | UYBA Volley                                  |
| 8              | Indre Sorokaite  | 296            | Azzurra Volley San Casciano                  |
| 9              | Roslandy Acosta  | 285            | Volley Bergamo                               |
| 10             | Camilla Mingardi | 282            | SAB Volley/River Volley                      |
| 10             | Kimberly Hill    | 282            | Imoco Volley                                 |

| Vunna block | Vunna block       | Vunna block | Vunna block                                  |
| Pos.        | Namn              | Poäng       | Lag                                          |
| ----------- | ----------------- | ----------- | -------------------------------------------- |
| 1           | Adenízia da Silva | 84          | Pallavolo Scandicci Savino Del Bene          |
| 2           | Jaroslava Pencová | 66          | SAB Volley                                   |
| 2           | Rossella Olivotto | 66          | Volley Pesaro                                |
| 4           | Freya Aelbrecht   | 64          | Volley Pesaro                                |
| 5           | Sara Hutinski     | 60          | Polisportiva Filottrano Pallavolo            |
| 6           | Jovana Stevanović | 58          | Volleyball Casalmaggiore                     |
| 7           | Francesca Devetag | 54          | Unione Sportiva Pro Victoria Pallavolo Monza |
| 8           | Beatrice Berti    | 53          | UYBA Volley                                  |
| 9           | Robin de Kruijf   | 51          | Imoco Volley                                 |
| 10          | Laura Heyrman     | 49          | River Volley                                 |

| Serveess | Serveess          | Serveess | Serveess                                     |
| Pos.     | Namn              | Poäng    | Lag                                          |
| -------- | ----------------- | -------- | -------------------------------------------- |
| 1        | Micha Hancock     | 41       | Unione Sportiva Pro Victoria Pallavolo Monza |
| 2        | Samantha Bricio   | 36       | Imoco Volley                                 |
| 3        | Isabelle Haak     | 34       | Pallavolo Scandicci Savino Del Bene          |
| 4        | Valentina Tirozzi | 30       | Azzurra Volley San Casciano                  |
| 5        | Indre Sorokaite   | 28       | Azzurra Volley San Casciano                  |
| 6        | Alice Degradi     | 26       | SAB Volley                                   |
| 7        | Michelle Bartsch  | 23       | UYBA Volley                                  |
| 8        | Paola Egonu       | 22       | AGIL Volley                                  |
| 9        | Edina Begić       | 21       | Unione Sportiva Pro Victoria Pallavolo Monza |
| 10       | Kimberly Hill     | 20       | Imoco Volley                                 |
| 10       | Martina Guiggi    | 20       | Volleyball Casalmaggiore                     |

| Perfekta mottagningar | Perfekta mottagningar | Perfekta mottagningar | Perfekta mottagningar                        |
| Pos.                  | Namn                  | Prf.                  | Lag                                          |
| --------------------- | --------------------- | --------------------- | -------------------------------------------- |
| 1                     | Yamila Nizetich       | 334                   | Volley Pesaro                                |
| 2                     | Caterina Bosetti      | 298                   | River Volley                                 |
| 3                     | Ilaria Spirito        | 295                   | UYBA Volley                                  |
| 4                     | Alessia Ghilardi      | 291                   | Volley Pesaro                                |
| 5                     | Beatrice Parrocchiale | 275                   | Azzurra Volley San Casciano                  |
| 6                     | Valentina Tirozzi     | 271                   | Azzurra Volley San Casciano                  |
| 7                     | Michelle Bartsch      | 269                   | UYBA Volley                                  |
| 8                     | Paola Cardullo        | 236                   | Volley Bergamo                               |
| 9                     | Francesca Piccinini   | 224                   | AGIL Volley                                  |
| 10                    | Chiara Arcangeli      | 219                   | Unione Sportiva Pro Victoria Pallavolo Monza |

Uppgifterna gäller enbart regular season.